# Břetislav Kaláb
Břetislav Kaláb, uváděn též jako Břetislav Kalab (* 1943), byl český politik, počátkem 90. let 20. století zvolen jako poslanec České národní rady za SPR-RSČ.

## Biografie
Ve volbách v roce 1992 byl zvolen poslancem České národní rady za SPR-RSČ (obvod Středočeský kraj. Mandát ale nepřevzal a poslanecký slib nesložil. Jako náhradník pak místo něj nastoupil Zdeněk Vlček.